# 로라 카요우엣
로라 카유엣(Laura Cayouette, 영어 발음: /ˌkɑːjuˈɛt/, 1964년 7월 11일 ~ )은 미국의 배우, 각본가, 영화 제작자이다.
로럴에서 태어났다.

## 출연 작품
- 더 도메스틱 (2018년)
- 헤이트 크라임 (2017년)
- 오자크 샤크 (2016년)
- 카메라 스토어 (2016년)
- 썸머타임(영어판) (2016년)
- 콜드 문 (2016년)
- 컨버젼스 (2015년)
- 매기 (2015년) - 린다 역
- 다크 플레이스 (2015년) - 케이츠의 엄마 역
- 레프트 비하인드: 휴거의 시작 (2014년) - 이웃 여자 역
- 더 로프트: 비밀의 방(2014년) - Mrs. 코트킨 역
- 아메리칸 하이스트 (2014년) - 은행 직원 역
- 나우 유 씨 미: 마술사기단 (2013년)
- 장고: 분노의 추적자 (2012년) - 라라 리 캔디-핏츠윌리 역
- 링컨: 뱀파이어 헌터 (2012년) - 바도마 하녀 역
- 겟 썸 2 (2011년)
- 분노의 파이터 (2011년)
- 그린 랜턴: 반지의 선택 (2011년) - 파티 게스트 #1 역
- 펄스 3 (2008년)
- 펄스 2 - 애프터라이프 (2008년)
- 헬 라이드 (2008년)
- 새벽의 저주 - 온 더 플레인 (2007년) - 닥터 켈리 역
- 댈트리 캘혼 (2005년) - 완다 뱅크스 역
- 킬 빌 2부 (2004년) - 로켓 역
- 킬 빌 1부 (2003년)
- 미팅 대디 (2000년)
- 사랑을 위하여 (1999년)
- 에너미 오브 스테이트 (1998년) - 크리스타 호킨스 역

### 텔레비전
- 프렌즈 (1997, 2004)